# Anton Koolhaas
Anthonie Koolhaas (Utrecht, 16 november 1912 – Amsterdam, 16 december 1992) was een Nederlands schrijver van romans, scenarioschrijver en recensent.

## Biografie
Anton Koolhaas was de jongste van vier kinderen. Hij studeerde aan de Rijksuniversiteit Utrecht in, naar hij zei, 'enige vakken die verband konden houden met de journalistiek'. Als lid van de Utrechtse studentenvereniging Unitas vormde hij een vriendenkring met Albert Alberts en Leo Vroman. Met hen richtte hij het Utrechts Studententoneel op. Voor en tijdens de Tweede Wereldoorlog werkte hij tien jaar als buitenlandredacteur bij de Nieuwe Rotterdamsche Courant. Daarna was hij kunstredacteur van De Groene Amsterdammer, totdat hij in 1952 benoemd werd tot directeur van de Stichting Culturele Samenwerking in Indonesië.
In 1955 keerde Koolhaas terug naar Nederland en werd toneelrecensent bij Vrij Nederland. Tegelijk werd hij leraar aan de filmacademie te Amsterdam, waarvan hij van 1968 tot 1978 directeur was. Hij schreef ook zelf scenario's, onder meer voor Bert Haanstra's films Alleman (1963), De stem van het water (1966) en Bij de beesten af (1972) en ook voor Dokter Pulder zaait papavers (1975), naar zijn eigen roman De nagel achter het behang.
In 1956 verscheen zijn eerste boek, de verhalenbundel Poging tot instinct. Koolhaas' romans gaan vaak over dieren met typisch menselijke eigenschappen. De Boekenweek van 2009 was gewijd aan het dier in de literatuur. Daarom onthulde bioloog en dierenschrijver Midas Dekkers op 19 maart van dat jaar aan Koolhaas' woonhuis aan het Amsterdamse Vondelpark een plaquette met een zin van Koolhaas: 'Ik zit in alle figuren, al zijn het regenwormen'.
Anton Koolhaas is de vader van architect Rem Koolhaas (1944) en Thomas Koolhaas (1947).

### Boeken
- 1933 – De deur
- 1939 – Stiemer en Stalma
- 1956 – Poging tot instinct
- 1957 – Vergeet niet de leeuwen te aaien
- 1958 – Er zit geen spek in de val
- 1959 – Gekke Witte
- 1960 – Een gat in het plafond
- 1961 – Weg met de vlinders
- 1962 – Een schot in de lucht
- 1963 – Een pak slaag
- 1964 – De hond in het lege huis
- 1964 – Een geur van heiligheid
- 1966 – Niet doen, Sneeuwwitje
- 1967 – Vleugels voor een rat
- 1968 – Andermans huid
- 1969 – Ten koste van een hagedis
- 1970 – Corsetten voor een libel
- 1970 – Mijn vader inspecteerde iedere avond de Nijl
- 1970 – Noach
- 1971 – De nagel achter het behang
- 1972 – Blaffen zonder onraad
- 1973 – Vanwege een tere huid
- 1974 – Een punaise in de voet
- 1975 – De geluiden van de eerste dag
- 1976 – Tot waar zal ik je brengen?
- 1977 – De laatste goendroen
- 1977 – Een kind in de toren
- 1978 – Een pak slaag
- 1978 – Nieuwe maan
- 1980 – Raadpleeg de meerval
- 1981 – Een aanzienlijke vertraging
- 1983 – Sprookje
- 1985 – Liefdes tredmolen en andere dierenverhalen
- 1990 – Alle dierenverhalen

### Scenario's
- 1950: De Dijk is Dicht¹
- 1963: Alleman
- 1966: De Stem van het water
- 1972: Bij de beesten af
- 1975: Dokter Pulder zaait papavers
- 1979: Juliana in zeventig bewogen jaren¹

¹ Deze films werden ook door Koolhaas geregisseerd

## Prijzen

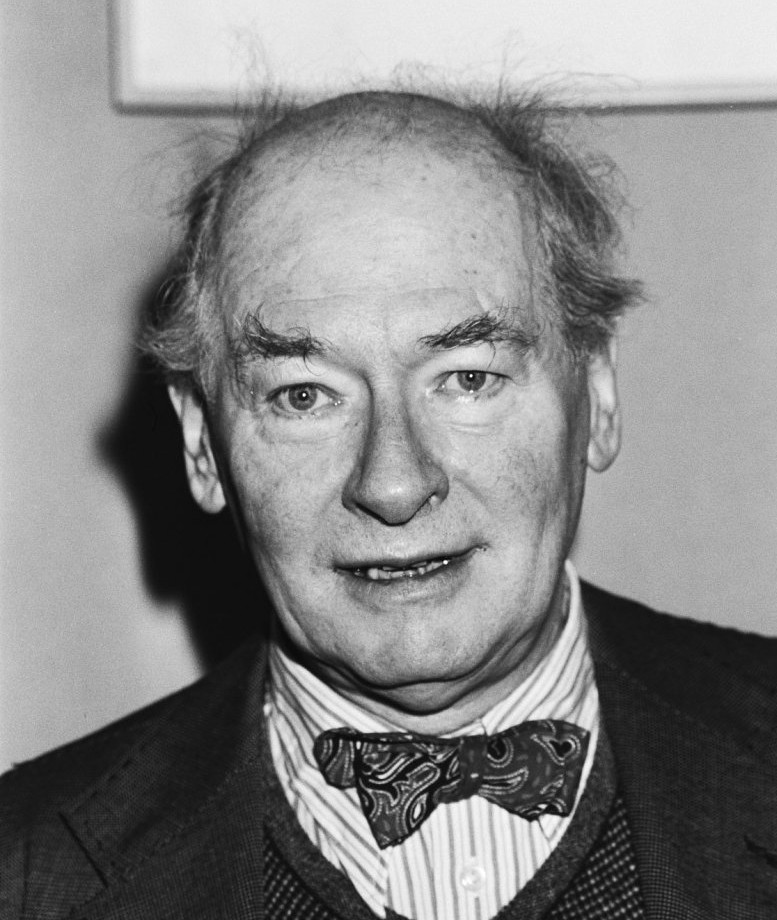
Anton Koolhaas (1981)

- 1959 – Lucy B. en C.W. van der Hoogtprijs voor Er zit geen spek in de val
- 1961 – Prozaprijs van de gemeente Amsterdam voor Gekke witte
- 1972 – Vijverbergprijs voor Blaffen zonder onraad
- 1973 – Tollens-prijs voor zijn gehele oeuvre
- 1974 – Multatuliprijs voor Vanwege een tere huid
- 1986 – Gouden Kalf voor de Filmcultuur
- 1989 – Frans Erensprijs voor zijn gehele oeuvre
- 1989 – Constantijn Huygensprijs voor zijn gehele oeuvre
- 1992 – P.C. Hooftprijs voor zijn gehele oeuvre